# SV Blau-Weiß Dermbach
Der SV Blau-Weiß Dermbach ist ein deutscher Fußballverein mit Sitz in der thüringischen Gemeinde Dermbach im Wartburgkreis.

## Geschichte
Unter dem Namen BSG Chemie Dermbach nahm die erste Mannschaft als Bezirkspokalsieger in der Saison 1968/69 am FDGB-Pokal teil. Dort traf man in der 1. Hauptrunde auf die BSG Wismut Gera, der man mit 1:4 unterlag. Nach der Wende wurde aus der BSG dann der heutige SV Blau-Weiß Dermbach.
Die erste Mannschaft spielte in der Saison 2002/03 in der Kreisliga Bad Salzungen und belegte dort am Ende der Spielzeit mit 35 Punkten den zehnten Platz. Nach der Saison 2003/04 stand mit 21 Punkten auf dem zwölften Platz dann aber der Abstieg an. Aus unbekannten Gründen durfte das Team der Liga jedoch noch für eine Saison erhalten bleiben, nach der Folgesaison reichte es mit 17 Punkten abgeschlagen dann auch nur noch für den 14. und damit letzten Platz, wodurch es endgültig in die 1. Kreisklasse runter ging. Hier konnte die Saison 2005/06 dann aber mit 58 Punkten auf dem zweiten Platz abgeschlossen werden, was für den direkten Wiederaufstieg ausreichend war. Aus der Kreisliga, wurde dann zur Saison 2010/11 die siebte Staffel der Regionalklasse Thüringen. In dieser konnte sich die Mannschaft dann aber auch nur eine weitere Spielzeit halten und stieg mit 30 Punkten am Ende der Saison 2011/12 über den 14. Platz wieder einmal ab. Nun war man in der Kreisliga Westthüringen angekommen und konnte sich dort erst einmal im Mittelfeld platzieren. Erst im Anschluss an die Saison 2017/18 gelang hier dann mit 64 Punkten wieder eine Meisterschaft, womit man diesmal in die Kreisoberliga Westthüringen aufstieg. Mit 26 Punkten reichte es in der ersten Saison jedoch nur für den 12. Platz, womit der direkte Wiederabstieg anstand. Dort spielt die Mannschaft auch noch bis heute.